# Krzemieniec (szczyt)
Krzemieniec (również Kremenaros, ukr. Кременець – Kremenec’, słow. Kremenec, węg. Kremenáros) – szczyt górski w wododziałowym paśmie Bieszczadów Zachodnich. Wysokość – 1221 m.

## Opis
Krzemieniec to najwyższy punkt Gór Bukowskich, czyli słowackiej części Bieszczadów Zachodnich. Szczytowa partia Krzemieńca jest zalesiona, płaska i rozciągnięta, ma kilka kulminacji. Na wysuniętej najbardziej na zachód (1208 m) znajduje się trójstyk granic Polski, Słowacji i Ukrainy. Miejsce to jest oznaczone granitowym obeliskiem i polskim słupkiem granicznym nr 1. 460 m na południe od trójstyku, przy słowackim słupku granicznym nr 2, znajduje się najbardziej wysunięty na wschód punkt Słowacji. Najwyższa kulminacja Krzemieńca leży 180 m na północny wschód od trójstyku. Przebiega przez nią granica polsko-ukraińska i znajduje się tam polski słupek graniczny nr 2.

## Piesze szlaki turystyczne
polski niebieski: Kamienna (1201 m) – Krzemieniec – przełęcz 1137 m – Wielka Rawka
 słowacki czerwony: Kamienna (Kamenná lúka) – Krzemieniec – Nová Sedlica